# Adriano Pereira da Silva
Adriano Pereira da Silva genannt Adriano Pereira oder Adriano (* 3. April 1982 in Salvador da Bahia, Brasilien) ist ein brasilianischer ehemaliger Fußballspieler, der auf der Position eines Verteidigers spielte.

## Karriere
Adriano Pereira da Silva begann seine Karriere bei Grêmio Porto Alegre. In der Saison 2004/05 wechselte er dann erstmals ins Ausland zum US Palermo in die italienische Serie A, noch in der gleichen Spielzeit erfolgte der Wechsel zum Ligakonkurrenten Atalanta Bergamo. Am Ende der Saison stieg Atalanta in die Serie B ab. In der Serie B wurde Adriano zum Stammspieler in Bergamo, dank einer konstanten Leistung gelang den Bergamaschi der direkte Wiederaufstieg. Kurz nach Beginn der Saison 2007/08 wechselte Adriano Pereira zum damaligen französischen Erstligisten AS Monaco. Nach der Saison 2012/13 beendete er seine Karriere.